# Домашній Флот
Домашній Флот (англ. Home Fleet) — був флотом Королівських ВМС, який діяв у територіальних водах Об'єднаного Королівства з 1902 року, із перервами, до 1967 року. Перед Першою світовою війною він складався з чотирьох кораблів охорони портів; протягом Першої світової війни він включив деякі старі кораблі Королівського Флоту, але під час Другої світової війни він був основними бойовими силами Королівського Флоту у Європейських водах.

## Перед Першою світовою війною
1 жовтня 1902 року, адмірал суперінтендант військово-морського резерву, тоді віцеадмірал Жерар Ноель отримав додаткове призначення головнокомандувачем Домашнього Флоту і йому виділили контрадмірала для служби під його керівництвом, як командир Домашньої Ескадри.
…ядро Домашнього Флоту мало складатися з чотирьох кораблів охорони портів, які мали бути відкликаними з різних розкиданих доків і перетворені на об'єднану та постійну морську команду — Домашню Ескадру — місце базування у Портланді. Також під керівництвом головнокомандувача Домашнього Флоту мали бути кораблі берегової охорони, які мали залишатися на стоянці у своїх гаванях відповідальності більшу частину часу задля виконання локальних обов'язків, але мали долучатися до Домашньої Ескадри для виходу у море не менше трьох разів на рік, і в цей момент об'єднані сили — Домашня Ескадра та кораблі берегової охорони — мали спільну назву, Домашній Флот.
Контрадмірал Джордж Аткінсон-Віллс був заступником головнокомандувача Домашнього Флоту, зі своїм прапором на лінкорі HMS Імператриця Індії, на той час. У травні 1903 року Ноель отримав наступником, як головнокомандувача Віцеадмірала Сера Артура Вільсона.
14 грудня 1904 року Флот Каналу був перетворений у Атлантичний Флот і Домашній Флот став Флотом Каналу. У 1907 році Домашній Флот був реформований під командуванням віцеадмірала Френсіса Брідгемана, наступником якого став адмірал Сер Вільям Мей у 1909 році. Брідгеман прийняв командування знову у 1911 році і у тому ж році його наступником став адмірал Сер Джордж Каллаган. 4 серпня 1914 року, з початком Першої світової війни, Джон Джелліко отримав наказ взяти командування флотом, який за його наказом був перейменований у Великий Флот.
Головнокомандувачі протягом довоєнного періоду:
- Віцеадмірал Сер Жерар Ноель[en] (1902—1903)
- Віцеадмірал Сер Артур Вілсон[en] (1903—1904)

Зауваження: між 1904 та 1907 роками не існувало Домашнього Флоту
- Віцеадмірал Сер Френсіс Брідгеман[en] (1907—1909)
- Віцеадмірал Сер Вільям Мей[en] (1909—1911)
- Віцеадмірал Сер Френсіс Брідгеман (березень 1911 — листопад 1911)
- Віцеадмірал Сер Джордж Каллаган[en] (1911—1914)

## Міжвоєнний період
Коли Великий Флот був розформований у квітні 1919 року, найпотужніші кораблі були переведені до складу Атлантичного Флоту, а старі кораблі переводились до складу Домашнього Флоту; такий розподіл тривав до осені 1919 року, коли кораблі Домашнього Флоту стали Резервним Флотом.
Назва «Домашній Флот» була відроджена у березні 1932 року, як нова назва для Атлантичного Флоту, після Інвергордонського заколоту. Головнокомандувачем Домашнього Флоту у 1933 році був адмірал Сер Джон Келлі. Домашній Флот включав флагман Нельсон, який вів сили, що включали 2-гу бойову ескадру (ще п'ять лінійних кораблів), ескадру лінійних крейсерів (Гуд та Ріновн), 2-гу ескадру крейсерів (віцеадмірал Едвард Естлі-Раштон), великих крейсерів, з гідропланами на борту «Дорсетшира» (три крейсери), три ескадри есмінців (27), флотилію підводних човнів (6), два авіаносці і закріплені за ними кораблі.
Головнокомандувачі у міжвоєнний період
- Адмірал Сер Джон Келлі[en] (1932—1933)
- Адмірал Сер Вільям Бойл (1933—1935)
- Адмірал Сер Роджер Бекгаус (1935—1938)

## Друга світова війна
Домашній Флот був основними бойовим підрозділом Королівського флоту у європейських водах протягом Другої світової війни. 3 вересня 1939 року, під прапором адмірала Форбса на Нельсоні у Скапа-Флоу, він складався з 2-ї бойової ескадри, ескадри лінійних крейсерів, 18-ї ескадри крейсерів, контрадмірал, есмінців, контрадмірал, підводні човни (2-га флотилія підводних човнів, Данді, 6-та флотилія підводних човнів, Блайт, Нортумберленд), віцеадмірал, авіаносці (віцеадмірал Л. В. Уеллс, з кораблями Арк Роял, Фьюріос і Пегас), та бази у Оркні та Шетланді. Його головним завданням було стримування Кріґсмаріне нацистської Німеччини від прориву за межі Північного моря. З цією метою була відновлена база часів Першої світової війни у Скапа-Флоу, оскільки її положення ідеально підходило для перехоплення кораблів, які намагалися прорватися крізь блокаду.
Двома найбільш непередбачуваними втратами Домашнього Флоту протягом раннього етапу війни були затоплення старого лінкора Ройал Оак у очікувано безпечній бухті Скапа-Флоу німецькою субмариною U-47 і втрата гордості флоту, лінійного крейсеру Гуд у бою з німецьким лінкором Бісмарк.
Оперативні зони Домашнього Флоту ніяк не обмежувались і окремі кораблі передавались до інших зон абсолютно вільно. З усім тим, у південних районах Північного моря і Ла-Маншу були створені окремі командування для легких сил і зростальна інтенсивність Битви за Атлантику призвела до створення Командування Західних підходів. Лише зі знищенням німецького лінкора Тірпіц у 1944 році пріоритетність Домашнього Флоту була зменшена і більша частина його важких одиниць була відкликана для відрядження на Далекий Схід.
Головнокомандувачі протягом Другої світової війни:
- Адмірал Сер Чарльз Форбс (1939—1940)
- Адмірал Сер Джон Тові (1940—1942)
- Адмірал Сер Брюс Фрезер (1942—1944)
- Адмірал Сер Генрі Мур (14 червня 1944 — 24 листопада 1945)[9]

## Післявоєнний період
Після Другої світової війни Домашній Флот прийняв назад усі свої довоєнні обов'язки Королівського Флоту у власних територіальних водах, а також у північній та південній Атлантиці. З початком Холодної війни основний фокус було зроблено на захисті північної Атлантики від Радянського Союзу у взаємодії з іншими країнами в рамках НАТО. Адмірал Сер Родерік Мак-Грігор спостерігав за спільними навчаннями Західного Союзу, які включали кораблі британського, французького та нідерландського флотів у червні-липні 1949 року. Адмірал Мак-Грігор перебував на авіаносці Імплейсебл, який також брав участь у навчаннях, разом з Вікторіос і Енсон, поряд із крейсерами та есмінцями. Під час навчань об'єднані сили відвідали затоку Маунтсбей у Корнуолі протягом 30 червня — 4 липня 1949 року.
Адмірал Сер Філіп Віан, який був головнокомандувачем протягом 1950–1952 років, тримав свій прапор на «Венгарді». У кінці 1951 року Тесей приєднався до флоту, як флагман 2-ї авіаносної ескадри.
Головнокомандувач Домашнього Флоту отримав додаткові обов'язки у рамках НАТО, як головнокомандувач сил східної Атлантики, як частини SACLANT, коли було утворене військова структура командування НАТО у 1953 році зі штабом у Нортвуді в північно-західному Лондоні. Проте, прапор головнокомандувача Домашнього Флоту продовжував знаходитись на Тайн у Портсмуті. Протягом навчань Мейнбрейс у 1952 році, військово-морські сили НАТО вперше були зібрані разом для навчань по захисту північної Європи; Данії та Норвегії. Результатом акту МакМехона стали складнощі викликані потенційним британським контролем над ударними авіаносцями ВМС США озброєними ядерною зброєю і це призвело до створення до кінця 1952 року окремого Ударного Атлантичного Флоту, який безпосередньо підпорядковувався командуванню Атлантичного Флоту США, на своїй позиції у НАТО як SACLANT.
Плавуча база підводних човнів Мейдстоун була флагманом флоту в 1956 році. У 1960 році головнокомандувач Домашнього Флоту був переведений до Нортвуду і у 1966 році командування Каналу НАТО (пост який також займав головнокомандувач Домашнього Флоту) було перенесено з Портсмуту у Нортвуд.
У квітні 1963 року було введено в експлуатацію військово-морську одиницю штабу Нортвуд, як HMS Уорріор під командуванням тодішнього Прапор-капітана. Домашній Флот був об'єднаний з Середземноморським Флотом у 1967 році. Зі значним розширенням зони відповідальності і зміною основних обов'язків із захисту територіальних вод, назву флоту було змінено на Західний Флот.
Головнокомандувачі після Другої світової війни
- Адмірал Сер Едвард Сіфрет (1945—1948)
- Адмірал Сер Родерік Мак-Ґріґор[en] (1948—1950)
- Адмірал Сер Філіп Віан (1950—1952)
- Адмірал Сер Джордж Крісі[en] (1952—1954)
- Адмірал Сер Майкл Денні[en] (1954—1955)
- Адмірал Сер Джон Еклс[en] (1955—1958)
- Адмірал Сер Вільям Девіс[en] (1958—1960)
- Адмірал Сер Вілфрід Вудс[en] (1960—1963)
- Адмірал Сер Чарльз Мадден[en] (1963—1965)
- Адмірал Сер Джон Фревен[en] (1965—1967)